# Receptor insuliny

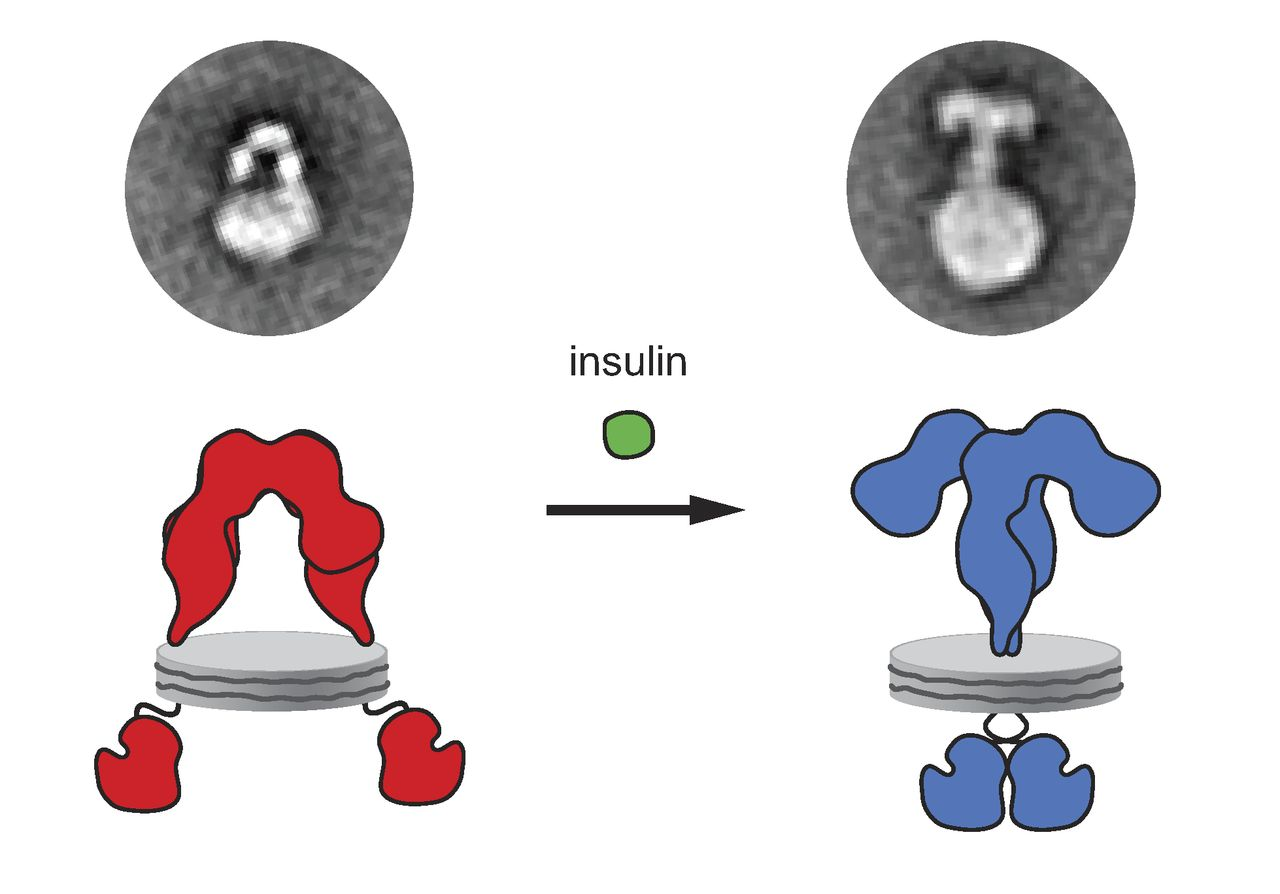
Zmiany w konformacji dimeru receptora insulinowego pod wpływem wiązania insuliny badane w nanodyskach lipidowych za pomocą mikroskopii elektronowej. Po lewej struktura przed, a po prawej po związaniu insuliny. U góry zdjęcia z mikroskopu, na dole schematyczna wizualizacja zmian.

Regulacja metabolizmu glukozy poprzez receptor insuliny na komórkowy

Receptor insuliny – błonowa glikoproteina o własnościach receptorowej kinazy tyrozynowej, która jest aktywowana przez cząsteczkę insuliny.
Receptor składa się z dwóch podjednostek α (masa cząsteczkowa 135 kDa) i z dwóch podjednostek β (masa cząsteczkowa 95 kDa). Jest to heterotetramer α-β-β-α połączony wiązaniami siarczkowymi. Podjednostki β wykazujące aktywność kinazy tyrozynowej przenikają przez błonę komórkową i działają wewnątrz komórki. Zaktywowana kinaza receptora działa przez katalizę fosforylacji pewnych białek komórkowych. Najbardziej znanym takim białkiem jest IRS-1 o masie cząsteczkowej 185 kDa.
Poprzez szereg kaskad fosforylacji lub defosforylacji białek dochodzi do wywierania metabolicznego wpływu insuliny.